# Christophe Maé
Christophe Maé, pseudonimo di Christophe Martinchon (Carpentras, 16 ottobre 1975), è un cantante e polistrumentista francese.

## Biografia
È cresciuto in una famiglia di melomani, appassionato di canto dall'infanzia. Da piccolo impara a suonare il violino, ma gli preferisce in seguito batteria e chitarra.
Grande sportivo nella prima adolescenza (sci e tennis), sarà drammaticamente costretto ad abbandonare ogni attività fisica pesante; a 16 anni si ammala infatti di poliartrite cronica e dovendo inizialmente restare diversi mesi a letto si appassiona alla musica di Stevie Wonder. Dopo aver quindi deciso di dedicarsi al canto e suonare l'armonica tiene i primi concerti sui palcoscenici francesi, con un repertorio che spazia dal soul al rhythm'n blues. È un fan di Bob Marley, definito da lui un padre spirituale (e a cui dedica la canzone “Mon père spirituel”), Stevie Wonder, Marvin Gaye, Ben Harper, Tracy Chapman e Otis Redding.
Malgrado le sue qualità artistiche, Christophe passa l'abituale gavetta dei giovani musicisti, lavorando alle feste da ballo, ai galà, nei locali, aprendo i concerti di artisti di ogni genere musicale: Cher, Seal e Jonatan Cerrada.
Collabora con la cantante Zazie, che firmerà il suo primo album “Sa danse donne”, che non sarà tuttavia mai in vendita. Infatti, durante un concerto, Attia gli consiglia di presentarsi al casting de Le Roi Soleil, una nuova commedia musicale, dove egli poi interpreterà il ruolo di “Monsieur”, il fratello del re Luigi XIV.
Alla ripresa delle repliche del 2006, Christophe comincia una lunga tournée con musica live insieme al resto della compagnia.
All'inizio del 2007 vince gli NRJ Music Awards nella categoria “Rivelazione francofona dell'anno”.
Il suo primo album, Mon Paradis, esce il 19 marzo 2007.
Il suo primo singolo, On s'attache, è subito un successo.
Dopo aver raggiunto il triplo disco di platino con più di 900 000 dischi venduti, Christophe comincia nel 2007 un tour nelle piccole sale di Francia, Belgio e Svizzera che segna il "tutto esaurito" in brevissimo tempo. Questo tour è seguito immediatamente da un secondo, questa volta negli Zenith (quindi sale più grandi). Anche per queste date i biglietti sono già quasi tutti venduti. Canterà anche a Bercy il 17 aprile 2008.
Infine, dopo due anni trionfali con Le Roi Soleil e due tour quasi "tutto esaurito", Christophe è chiamato a far parte degli Enfoirés per il 2008.

## Vita privata
Ha sposato nel 2017 Nadège Sarron, dalla quale aveva già avuto due figli maschi, Jules e Marcel.

## Discografia
Album studio
- 2008 - Mon paradis
- 2008 - Comme à la maison (acustico)
- 2010 - On trace la route
- 2013 - Je veux du bonheur
- 2016 - L'attrape-rêves

Album live
- 2009 - Comme à la maison Live
- 2011 - On trace la route - Le live

## Premi
- NRJ Music Award
  - 2007 - rivelazione francese dell'anno
  - 2008 - artista maschile francese dell'anno
  - 2008 - canzone francese dell'anno (On s'attache)
  - 2009 - artista maschile francese dell'anno
  - 2009 - canzone francese dell'anno (Belle demoiselle)
- Victoires de la musique
  - 2008 - rivelazione dell'anno
- World Music Awards
  - 2008 - artista francese dell'anno